# Pat Lam
Pour les articles homonymes, voir Lam.

a Compétitions nationales et continentales officielles uniquement.

b Matchs officiels uniquement.
Dernière mise à jour le 2 octobre 2018.
 Patrick-Richard Lam, né le 29 septembre 1968 à Auckland (Nouvelle-Zélande), est un joueur de rugby à XV néo-zélandais d'origine samoane, qui a joué avec l'équipe des Samoa, 
évoluant au poste de troisième ligne centre (1,88 m pour 95 kg).
Il est issu de la filière des écoles de rugby néo-zélandaises jouant d'abord avec St Peter's College (Auckland) ou il a fait ses études secondaires.
Il joue pour Auckland en NPC de 1990 à 1994 à 30 reprises mais les concurrents directs à son poste dans cette équipe provinciale, ont pour nom Zinzan Brooke, Michael Jones et Mark Carter. Il part donc pour North Harbour en 1995 et 1996. 
Quand commence le Super 12, il tente sa chance aux Crusaders sans grand succès.
Par contre, il a connu une grande réussite en équipe nationale des Samoa alors qu'il aurait pu jouer pour l'équipe de Nouvelle-Zélande, participant même à une tournée en 1992 en Australie et ne disputant qu'un match non officiel contre une équipe de province.
Il inscrit un essai lors de la victoire historique des Samoa sur le pays de Galles le 14 octobre 1999 à Cardiff: 38-31.
Lors de sa carrière en Europe, il a joué et gagné la coupe d'Europe avec les Saints en 2000.

## Carrière

### En club
- Auckland en NPC de 1990 à 1994 à 30 reprises
- North Harbour en NPC en 1995 et 1996 (16 matchs)
- Crusaders Super 12

- Newcastle Falcons 1997-1998
- Northampton Saints 1999-2001
- Newcastle Falcons 2001-2002

### En équipe nationale
Il a eu sa première cape internationale avec les Samoa le 6 octobre 1991, à l’occasion d’un match contre l'équipe du pays de Galles.
Il fait aussi officiellement parti des All Blacks (il porte le numéro 928), ayant joué un match non-officiel contre l'équipe de Sydney en 1992.

### Entraîneur
- 2004-2008 : Auckland
- 2006 : Pacific Islanders
- 2009-2012 : Blues
- 2013-2017 : Connacht Rugby
- Depuis 2017 : Bristol Rugby

En 2018, il est nommé entraîneur des Barbarians pour diriger un match contre l'Angleterre à Twickenham le 27 mai. Il dirige de nouveau les Baa-Baas face aux Anglais le 2 juin 2019.

#### Bilan en club
| Saison      | Club          | Division         | Poste   | Classement                    | Coupe d'Europe                | Challenge européen         |
| ----------- | ------------- | ---------------- | ------- | ----------------------------- | ----------------------------- | -------------------------- |
| 2004        | Blues         | Super 12         | Manager | 5e                            | -                             | -                          |
| 2005        | Blues         | Super 12         | Manager | 7e                            | -                             | -                          |
| 2006        | Blues         | Super 14         | Manager | 8e                            | -                             | -                          |
| 2007        | Blues         | Super 14         | Manager | 4e, éliminé en demi-finale    | -                             | -                          |
| 2008        | Blues         | Super 14         | Manager | 6e                            | -                             | -                          |
| 2013 - 2014 | Connacht      | Pro12            | Manager | 10e                           | Éliminé en poule              | -                          |
| 2014 - 2015 | Connacht      | Pro12            | Manager | 7e                            | -                             | Éliminé en quart-de-finale |
| 2015 - 2016 | Connacht      | Pro12            | Manager | Vainqueur du Pro12            | -                             | Éliminé en quart-de-finale |
| 2016 - 2017 | Connacht      | Pro12            | Manager | 8e                            | Éliminé en poule              | -                          |
| 2017 - 2018 | Bristol       | RFU Championship | Manager | Vainqueur du RFU Championship | -                             | -                          |
| 2018 - 2019 | Bristol Bears | Premiership      | Manager | 9e                            | -                             | Éliminé en quart-de-finale |
| 2019 - 2020 | Bristol Bears | Premiership      | Manager | 3e, éliminé en demi-finale    | -                             | Vainqueur                  |
| 2020 - 2021 | Bristol Bears | Premiership      | Manager | 1er, éliminé en demi-finale   | Éliminé en huitième de finale | -                          |

## Palmarès

### En club
- Coupe d'Europe :
  - Vainqueur (1) : 2000

### En équipe nationale
- 33 sélections avec l'équipe des Samoa et 22 fois capitaine
- 5 essais, 25 points
- Sélections par année : 3 en 1991, 3 en 1994, 8 en 1995, 4 en 1996, 1 en 1997, 3 en 1998, 11 en 1999

- Coupes du monde disputées: 1991 (3 matchs), 1995 (3 matchs, 3 fois capitaine), 1999 (4 matchs, 4 fois capitaine).

### Entraîneur
- Vainqueur du Pro12 2016 avec le Connacht
- Vainqueur du Challenge européen en 2020 avec Bristol